# Scrapter leonis
Scrapter leonis är en biart som beskrevs av Cockerell 1934. Scrapter leonis ingår i släktet Scrapter och familjen korttungebin. Inga underarter finns listade i Catalogue of Life.